# كازوهيرو فوجيتا
كازوهيرو فوجيتا (باليابانية: 藤田和日郎؛ بالكانا: ふじた かずひろ) هو مانغاكا ياباني، ولد في 24 مايو 1964 في أساهيكاوا في اليابان.

## روابط خارجية
- كازوهيرو فوجيتا على موقع ANN person (الإنجليزية)